# Moszna-Wieś
Moszna-Wieś – wieś w Polsce położona w województwie mazowieckim, w powiecie pruszkowskim, w gminie Brwinów. Leży nad rzeką Utratą.
Miejscowość wraz z wsią Moszną-Parcelą tworzy sołectwo Moszna.
W latach 1954–1959 wieś należała i była siedzibą władz gromady Moszna, po jej zniesieniu w gromadzie Brwinów. W latach 1975–1998 miejscowość administracyjnie należała do województwa warszawskiego.

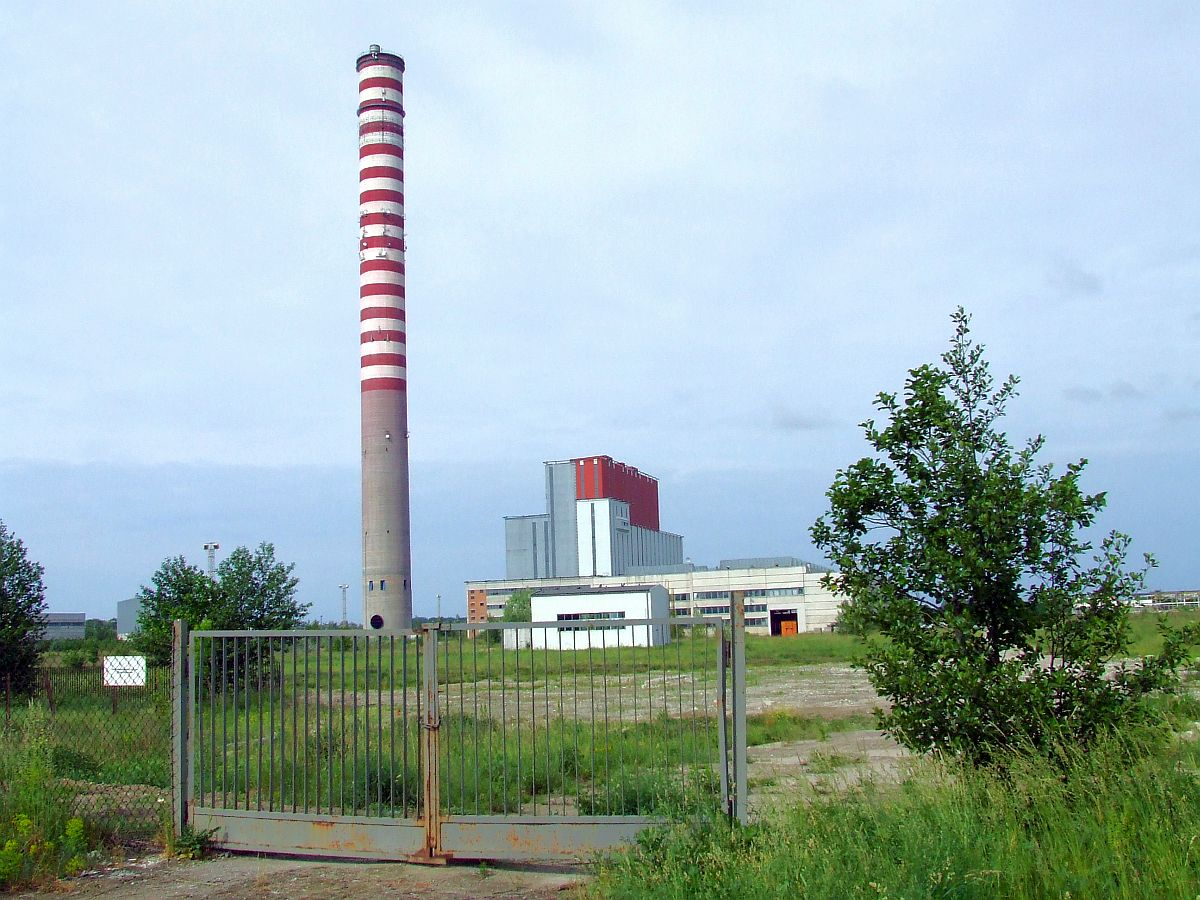
Elektrociepłownia Pruszków II
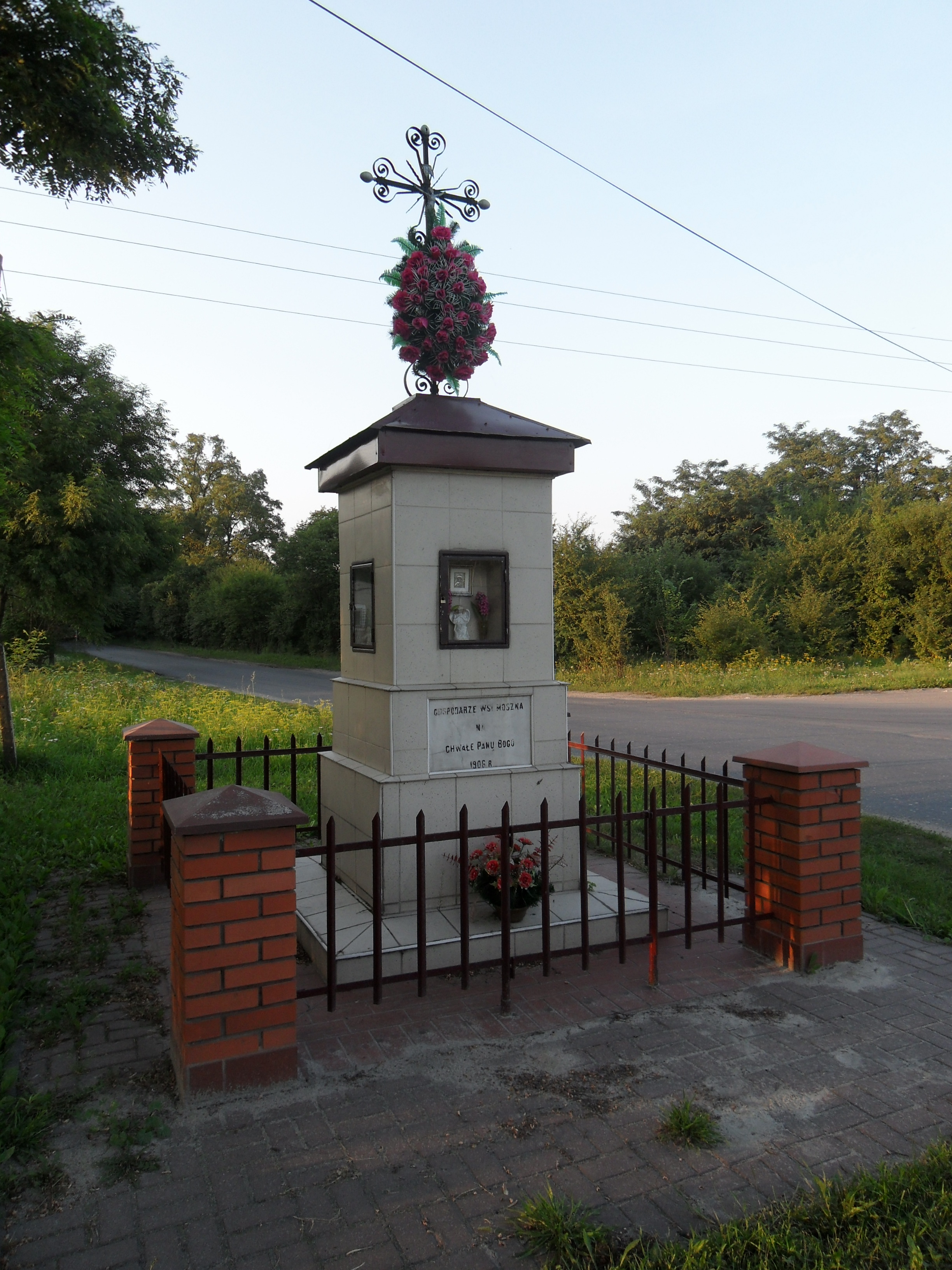
Kapliczka we wsi